# Певцов, Дмитрий Анатольевич
Дми́трий Анато́льевич Певцо́в (род. 8 июля 1963, Москва, РСФСР, СССР) — советский и российский актёр театра, кино и телевидения, певец, музыкант, театральный педагог и телеведущий; народный артист России (2001), лауреат Государственной премии РФ (1997). Депутат Государственной Думы Федерального собрания Российской Федерации VIII созыва по одномандатному Медведковскому избирательному округу № 200 города Москвы, член фракции «Новые люди» с 2021 года.
Из-за поддержки российской агрессии во время российско-украинской войны находится под персональными международными санкциями.

## Биография

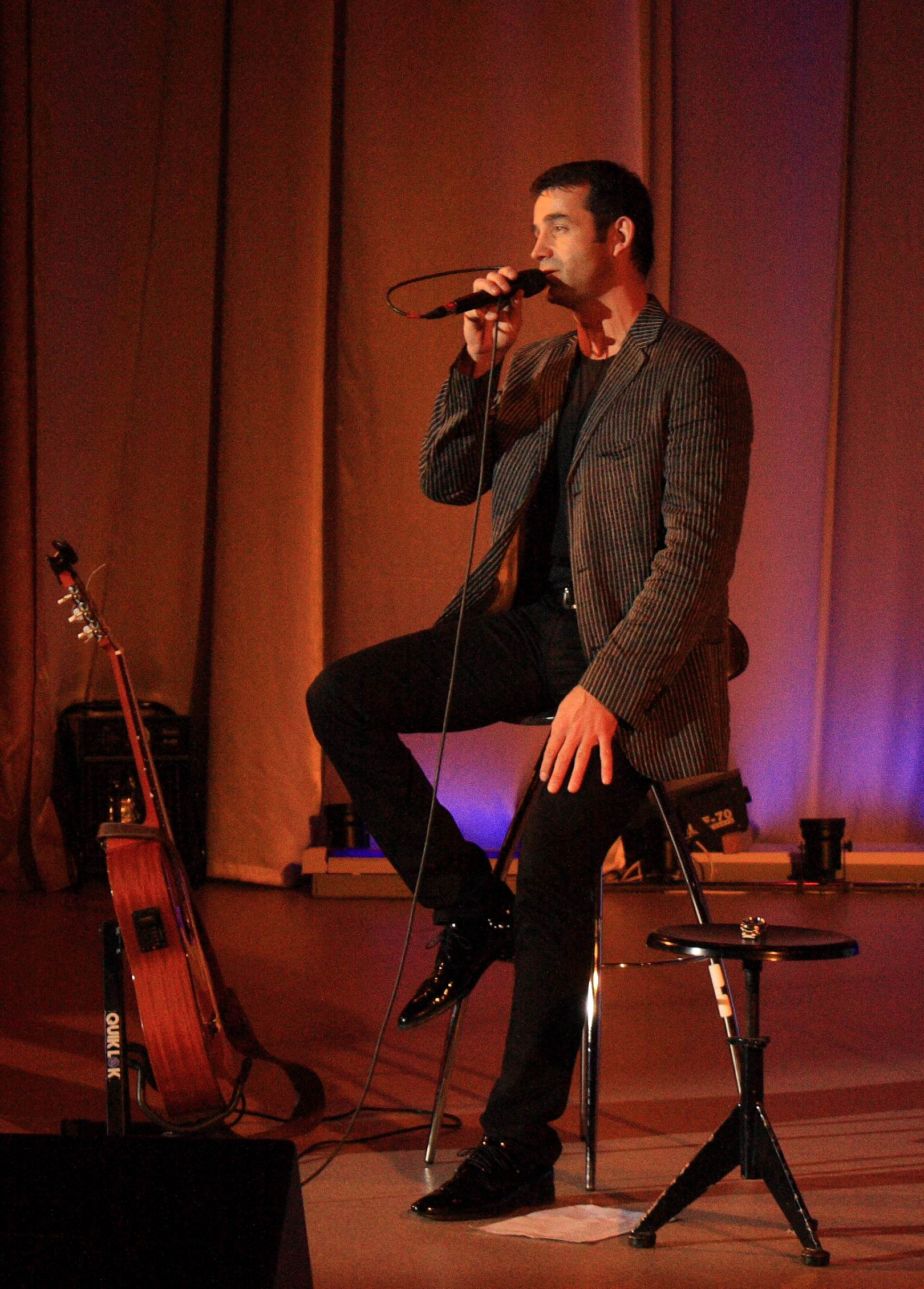
Дмитрий Певцов в ЦКиОМ Северодвинска, 14 апреля 2010

Родился 8 июля 1963 года в Москве, в семье тренера по современному пятиборью, заслуженного тренера СССР Анатолия Ивановича Певцова (1930—2013) и спортивного врача сборной СССР по настольному теннису, кандидата медицинских наук, первого президента Федерации лечебной верховой езды и инвалидного спорта России (иппотерапии) Ноэми Семёновны Роберт (29 июня 1928, Тифлис — 9 июня 2020, Москва). Дед, Семён Исаакович Роберт (1901—1938), инженер на капитальном строительстве Тифсельпрома и в Грузпищепроме, был 10 декабря 1937 года осуждён тройкой при НКВД Грузинской ССР и расстрелян 3 января 1938 года.
В детстве занимался спортом (карате и дзюдо). После окончания школы работал фрезеровщиком на заводе. В 1980 году принял решение поступить в ГИТИС.
В 1984 году после окончания ГИТИСа (курс Ирины Судаковой и Лидии Князевой) был принят в труппу «Театра на Таганке». Режиссёр Анатолий Эфрос ввёл Певцова в спектакль «На дне» Максима Горького в роли Васьки Пепла.
В 1986—1987 годах проходил срочную службу в Советской армии, играя на сцене Театра Советской армии. После армии продолжил работу в Театре на Таганке. Одной из его первых успешных театральных ролей стала работа в спектакле «Федра» (1988) режиссёра Романа Виктюка (театр «А» Аллы Демидовой).
В 1991 году был приглашён в труппу московского театра «Ленком», где дебютировал в главной роли в спектакле «Гамлет» (постановка Глеба Панфилова). Впоследствии на сцене этого театра сыграл Треплева в «Чайке» (постановка Марка Захарова), Фигаро в спектакле «Безумный день, или Женитьба Фигаро», Шпигельского в спектакле «Две женщины», Чичикова в спектакле «Мистификация», Петруччо в спектакле «Укрощение укротителей» (премьера состоялась 14 января 2002 года).
23 марта 2005 года Певцов был введён на главную роль графа Резанова в рок-опере «Юнона и Авось» (в этом спектакле он заменил Николая Караченцова, который после травмы в автомобильной аварии не мог продолжать актёрскую деятельность). Работая в «Ленкоме», Певцов сыграл спектакли ещё в четырёх театрах, не только в Москве. Принимал участие в мюзикле «Метро». Играл в спектаклях «Ночь нежна» и «Чарли Ча» Театра Луны. Исполнил главную роль в мюзикле «Иствикские ведьмы» (премьера 12 марта 2003 года).
В кино дебютировал в 1986 году. Ему досталась небольшая роль Джима в последнем фильме Татьяны Лиозновой, детективе «Конец света с последующим симпозиумом». Эта картина была показана по телевидению всего однажды и не принесла известности. Зато в 1989 году роль Якова Сомова в картине Глеба Панфилова «Мать» принесла актёру премию Европейской киноакадемии «Феликс» в номинации «За лучшую мужскую роль второго плана». Всенародное признание пришло к Певцову в 1990 году после роли Савелия Говоркова в одной из первых российских лент категории «экшн» — фильма Александра Муратова «По прозвищу Зверь». В том же году артист снялся в фантастическом фильме «Подземелье ведьм», где его партнёрами были Марина Левтова, Сергей Жигунов и Николай Караченцов. На счету Дмитрия Певцова несколько десятков ролей в кино и на телевидении. Он снимался в фильмах и телесериалах различных жанров: «Мафия бессмертна», «Королева Марго», «Графиня де Монсоро», «Тонкая штучка», «Бандитский Петербург. Фильм 2. Адвокат», «Львиная доля», «В круге первом» и других.
В 1999 году Певцов стал записывать песни с различными композиторами, выступать с концертными программами как поющий актёр. В том же году принял участие в записи рок-оперы Павла Смеяна «Слово и дело», а через два года — в записи авторского компакт-диска Николая Парфенюка «Поют актёры „Ленкома“». В 2004 году выпустил сольный компакт-диск «Лунная дорога», все песни к которому написал композитор Николай Парфенюк. В 2009 году Певцов в дуэте с певицей Зарой занял второе место в телепроекте «Две звезды» на «Первом канале». С 2010 года стал выступать с концертной программой «Певцов много, Но это не про меня!» сольно или со стрит-рок-группой «КарТуш» под руководством Андрея Вертузаева. В 2011 году Певцов и «КарТуш» дали около 60 концертов.
С 2001 года стал принимать участие в кольцевых автогонках кубка Volkswagen Polo.
В 2002 году вёл программу «Последний герой-2».
В 2007 году был награждён орденом Почёта, а в 2013 году — орденом «За заслуги перед Отечеством» IV степени.
В 2012 году сыграл главную роль графа Монте-Кристо в музыкальной драме «Я — Эдмон Дантес» по мотивам романа Александра Дюма, поставленной Егором Дружининым в московском «Театриуме на Серпуховке».
В 2013 году возглавил жюри и стал попечителем Международного фестиваля сценического фехтования «Серебряная шпага».
В 2013 году Певцов и его жена Ольга Дроздова набрали актёрский курс в Институте современного искусства. С тех пор преподаёт в этом институте: был художественным руководителем на кафедре актёрского мастерства, с 1 марта 2019 года — заведующий кафедрой театрального искусства.
Курировал работу запустившегося в 2022 году киножурнала «Вслух».
Последний раз вышел на сцену «Ленкома» 24 ноября 2024 года, после чего сотрудничество с театром было прекращено по инициативе «Ленкома».

## Депутат Государственной думы VIII созыва
В 2021 году на выборах в Государственную думу, в апреле актёр Певцов принял участие в совещании руководства «Российской партии пенсионеров за справедливость», сообщив что «Изучив программу и тезисы Партии пенсионеров, я вижу, что наши взгляды на жизнь и социальное устройство очень близки», — отметил Певцов. Был зарегистрирован независимым «кандидатом-самовыдвиженцем». В сентябре вошёл независимым кандидатом в депутаты, в политическую коалицию «Российской партии пенсионеров за социальную справедливость» и список мэра Москвы Сергея Собянина.
19 сентября 2021 избран депутатом Государственной Думы РФ VIII созыва по одномандатному округу № 200 г. Москвы, сменив в округе Парфёнова Д. А. 12 октября вошёл в члены фракции Новые люди.
В августе 2022 года в составе группы депутатов внёс законопроект, запрещающий гражданам «недружественных» стран усыновлять и брать под опеку российских детей-сирот и детей, оставшихся без попечения родителей.
В марте 2024 года в составе группы депутатов внёс законопроект, чтобы в библиотеках ограничили доступ к книгам иностранных агентов или включённых в реестр экстремистов и террористов.

## Общественная деятельность
В 2001 году подписал письмо в защиту телеканала НТВ.
В октябре 2008 года подписал открытое письмо-обращение в защиту и поддержку освобождения юриста нефтяной компании ЮКОС Светланы Бахминой.
В октябре 2016 года в интервью Певцов заявил о своей безоговорочной поддержке текущей российской политики и лично президента Владимира Путина.

«Глубоко убеждён: впервые за 70 лет пришёл профессиональный руководитель, который работает на это государство. И, на минуточку, раз в неделю исповедуется и причащается. Я знаю точно! И это говорит мне о многом. Истинно православный человек не может творить зло. Даже если занимается таким скользким делом. Руководить Россией архисложно. Но везде, на всех выступлениях, в том числе перед студентами, я говорю: мы живём в стране, которая уже поднялась с колен. Мы стали сильнее, и нас стали бояться и ненавидеть».

В октябре 2016 года был внесён в список персон нон грата в Латвии и получил отказ во въезде.
Дмитрий Певцов поддержал Алексея Серебрякова.

В декабре 2019 года заявил:
«Я сужу по делам Путина, по тому, что происходит в стране, тому, что происходит с молодежью, и тому, как нас начинает бояться весь окружающий мир, потому что Россия крепче становится на ноги. Поэтому я говорю: Путин — честный человек».
В 2019 году заявил о себе как о православном россиянине и подверг резкой критике сторонников абортов, членов ЛГБТ+ сообщества и «прочих врагов России».
В 2021 году в интервью телеканалу «Спас» призвал сажать в тюрьму рэп-исполнителей, «несущих бесовщину».
В феврале 2022 года поддержал вторжение России на Украину, из-за чего включён в санкционные списки Евросоюза и ряда других стран. 18 марта того же года выступил в «Лужниках» на митинге-концерте в честь годовщины аннексии Крыма Россией под названием «Za мир без нацизма! Zа Россию! Zа Президентa».

## Международные санкции
Из-за поддержки вторжения России на Украину находится под персональными международными санкциями разных стран.
25 февраля 2022 года, на фоне вторжения России на Украину, включён в санкционный список стран Евросоюза в ответ на решение России признать территории Донецкой и Луганской областей Украины и на решение об отправке туда российских войск.
11 марта 2022 года внесён в санкционный список Великобритании «за признание независимости двух сепаратистских регионов в Украине».
14 октября 2022 года был внесён в санкционный список Канады как «российский агент дезинформации, который несёт ответственность за поддержку неоправданного вторжения России и попытки аннексии украинской территории».
30 сентября 2022 года был внесён в санкционный список США в ответ на «фиктивные референдумы» и «аннексию территорий Украины российскими оккупационными силами». Государственный департамент отмечает, что депутаты единогласно приняли закон о фейках, а некоторые депутаты сыграли ключевую роль в распространении российской дезинформации о войне.
По аналогичным основаниям, с 4 марта — под санкциями Швейцарии, с 4 мая — Австралии, с 12 апреля — Японии, с 12 октября — Новой Зеландии. Указом президента Украины Владимира Зеленского от 7 сентября 2022 года находится под санкциями Украины.

## Уголовное преследование
1 февраля 2024 года СБУ сообщила о подозрении в отношении Певцова по причине публичных призывов к насильственному изменению конституционного строя и захвату государственной власти (ч. 3 ст. 109), посягательству на территориальную целостность и неприкосновенность Украины (ч. 2 ст. 110), и пропаганду войны (ст. 436).
20 февраля 2025 года Певцов был заочно приговорён украинским судом к 10 годам лишения свободы с конфискацией имущества по тем же статьям.

## Личная жизнь
От актрисы Ларисы Блажко, однокурсницы по ГИТИСу, 5 июня 1990 года родился сын Даниил. Через некоторое время после его рождения Певцов и Блажко расстались. 
Даниил скончался в реанимации 3 сентября 2012 года после падения с балкона третьего этажа . Гарик Сукачёв посвятил ему песню «Птица».
30 декабря 1994 года Дмитрий Певцов женился на актрисе Ольге Дроздовой (род. 1 апреля 1965), роман с которой у него начался на съёмках фильма «Прогулка по эшафоту» (1991). 7 августа 2007 года у супругов родился сын Елисей.

## Признание и награды
- 1990 — Премия Европейской киноакадемии «Феликс» — за исполнение роли второго плана (Якова Сомова в картине Глеба Панфилова «Мать»).
- 1995 — присвоение звания «Заслуженный артист РФ» — …За заслуги в области искусства…[68].
- 1997 — Лауреат Государственной премии Российской Федерации в области литературы и искусства 1996 года — …За исполнение главных ролей в спектаклях «Чайка» по пьесе А. Чехова, «Королевские игры» по мотивам пьесы М. Андерсона «1000 дней Анны Болейн» Московского государственного театра «Ленком»…[6].
- 2000 — Театральная премия «Чайка» в номинации «Улыбка М» — за исполнение роли Томаса Мейгана в спектакле «Чарли Ча» театра Луны.
- 2001 — Премия Анатолия Ромашина театра Луны — за роль Томаса Мэйгана в спектакле «Чарли ЧА».
- 2001 — присвоение звания «Народный артист России» — …За большие заслуги в области искусства…[5].
- 2007 — Орден Почёта — …За большой вклад в развитие театрального искусства и многолетнюю плодотворную деятельность…[69].
- 2010 — Номинирован на премию «Золотой носорог» в категории «Лучшая мужская роль (до 4 серий)» за фильм «Снайпер. Оружие возмездия».
- 2013 — Орден «За заслуги перед Отечеством» IV степени — …За выдающийся вклад в развитие отечественного театрального искусства и многолетнюю творческую деятельность…[70].
- 2015 — Лауреат Российской Национальной актёрской премии имени Андрея Миронова «Фигаро».
- 2015 — Благодарственное письмо Митрополита Курского и Рыльского.
- 2018 — Медаль «За труды во благо Элистинской епархии» (Элистинская и Калмыцкая епархия Русской Православной Церкви)[71]
- 2023 — Диплом имени народного артиста СССР Б. М. Тенина «За сохранение русской классики на отечественной сцене».

## Роли в театре

### «Театр на Таганке»
- 1984 — «На дне», (А. М. Горький). Режиссёр: Анатолий Эфрос — Васька Пепел[20]

### Театр «А»
- 1988 — «Федра», (М. Цветаева). Режиссёр: Роман Виктюк — сразу несколько ролей
- 1993 — «Квартет», (Х. Мюллер). Режиссёр: Теодорос Терзопулос[20]

### «Ленком»
- 1991 — «Гамлет», по пьесе Шекспира. Режиссёр: Глеб Панфилов — Гамлет (ввод[72]).
- 1993 — «Безумный день, или Женитьба Фигаро», по пьесе Бомарше. Режиссёр: Марк Захаров — Фигаро[73][74][75][76].
- 2002 — «Укрощение укротителей» — Петруччо. Реж. Самгин
- 2004 — «Две женщины» — Шпигельский. Реж. Мирзоев
- 2005 — «Юнона и Авось» Андрея Вознесенского. Режиссёр: Марк Захаров — Граф Резанов.
- 2009 — «Женитьба». Реж. М. Захаров — Жевакин, Яичница
- 2010 — «Аквитанская львица», премьера 8 октября 2010 года[77].

### Театр Луны
- «Ночь нежна», (Т. Барбан). Режиссёр: Сергей Проханов
- «Чарли Ча», (Т. Мейган). Режиссёр: Сергей Проханов[20]

### Антреприза
- «Адриенна» — Граф Морис Саксонский[20]

### Мюзиклы
- 1999 — «Метро»
- 2003 — «Иствикские ведьмы»
- 2012 — «Я — Эдмон Дантес» (Московский Театриум на Серпуховке)[20] — Граф Монте Кристо

### Комический театр «Квартет И»
- «День выборов»[20]

### Санкт-Петербургский театр музыкальной комедии
- 2014 — «Голливудская Дива» (реж. Корнелиус Балтус) — Тино Тациано [78]

## Фильмография

### Фильмы
| Год  |   | Название                                       | Роль                                                  |
| ---- | - | ---------------------------------------------- | ----------------------------------------------------- |
| 1986 | ф | Конец света с последующим симпозиумом          | Джим                                                  |
| 1989 | ф | Мать                                           | Яков Сомов                                            |
| 1990 | ф | Подземелье ведьм                               | Октин-Хаш, вождь дикарей                              |
| 1990 | ф | По прозвищу «Зверь»                            | Савелий Говорков                                      |
| 1991 | ф | Москва / Ночи страха / Notti di paura (Италия) | Михаил                                                |
| 1992 | ф | Алиса и Букинист                               | «Букинист»                                            |
| 1992 | ф | Бесы                                           | Алексей Кириллов                                      |
| 1992 | ф | На тебя уповаю                                 | Колюня                                                |
| 1992 | ф | Прогулка по эшафоту                            | Он                                                    |
| 1992 | ф | Чёрный квадрат                                 | гость на вечеринке                                    |
| 1993 | ф | Мафия бессмертна                               | Виктор Гришанин                                       |
| 1996 | ф | Линия жизни                                    | Нурали                                                |
| 1998 | ф | Дзенбоксинг                                    | Имя персонажа не указано                              |
| 1998 | ф | Контракт со смертью                            | Степанов                                              |
| 1999 | ф | Тонкая штучка                                  | Валерий Гаранин                                       |
| 2001 | ф | Династия полковника «N»                        | внук                                                  |
| 2001 | ф | Львиная доля                                   | майор, («Кит»)                                        |
| 2005 | ф | Турецкий гамбит                                | граф Зуров                                            |
| 2005 | ф | Жмурки                                         | адвокат Виктор Петрович Борщанский                    |
| 2005 | ф | Попса                                          | Дима                                                  |
| 2006 | ф | Виртуальный роман                              | незнакомец                                            |
| 2006 | ф | Кружовник                                      | Борис                                                 |
| 2006 | ф | Карнавальная ночь 2, или 50 лет спустя         | командир ОМОНа                                        |
| 2007 | ф | Артистка                                       | Аркадий                                               |
| 2007 | ф | День выборов                                   | «Стоматологи»                                         |
| 2007 | ф | Снежный ангел                                  | Игорь                                                 |
| 2007 | ф | Хранить вечно                                  | Иннокентий Володин                                    |
| 2008 | ф | Без вины виноватые                             | Петя Миловзоров                                       |
| 2008 | ф | Золотой ключик                                 | Герман Воронин                                        |
| 2009 | ф | Снайпер. Оружие возмездия                      | Яшин                                                  |
| 2011 | ф | Проездной билет                                | Андрей Костин                                         |
| 2011 | ф | Борис Годунов                                  | князь Воротынский                                     |
| 2011 | ф | Чемпионы из подворотни                         | Иван Воскобойников, он же «Царь»                      |
| 2013 | ф | Точка взрыва                                   | Денис Крамер                                          |
| 2015 | ф | Мужики и бабы                                  | Андрей Бородин                                        |
| 2016 | ф | Жили-были мы                                   | Мовэ                                                  |
| 2017 | ф | О любви                                        | Сергей Андреевич, председатель правления «СигмаБанка» |
| 2018 | ф | На Париж                                       | Воронин                                               |
| 2019 | ф | Куда течёт море                                | Имя персонажа не указано                              |
| 2019 | ф | Абриколь                                       | Герман                                                |
| 2024 | ф | 9 секунд                                       | врач Воскресенский                                    |

### Телесериалы
- 1996 — Королева Марго — Генрих Наваррский
- 1997 — Графиня де Монсоро — Генрих Наваррский
- 2000 — Бандитский Петербург. Фильм 2. Адвокат — Сергей Александрович Челищев, старший следователь прокуратуры, впоследствии — юрист и бандит «Чёрный Адвокат»
- 2000—2001 — Остановка по требованию — Андрей
- 2004 — Родственный обмен — Игорь Милованов
- 2004 — Холостяки — Дима
- 2005 — Гибель империи — генерал Духонин
- 2006 — В круге первом — Иннокентий Володин
- 2010 — Покушение — Сергей Сергеевич Данилов, генерал, командующий фронтом
- 2010 — Земский доктор — Михаил
- 2011 — Снайпер особого назначения — Павел
- 2011 — Достоевский — Степан Яновский
- 2011 — Ящик Пандоры — Дмитрий
- 2011 — Лектор — Максим Максимович
- 2011 — Мой капитан — капитан Иван Акимов
- 2012 — Ангел в сердце — Пётр
- 2013 — Эйнштейн. Теория любви — Альберт Эйнштейн
- 2014 — Корабль — Виктор Громов
- 2014 — Внутреннее расследование — Рустэм Рашидович Зайнуллин
- 2018 — Доктор Рихтер 2 — Горин

## Сольная дискография
- 2004 — «Лунная дорога» (CD)[23]

## Избранные песни
- «Август» (музыка Григория Гладкова, слова Валентины Сергеевой)[79]
- «Ангел» (музыка Николая Парфенюка, слова Александра Висты)[80]
- «Атаман» (музыка Андрея Вертузаева, слова Игоря Климовича)
- «В пути» (музыка Николая Парфенюка, слова Ксении Энтелис)
- «Высший пилотаж» (музыка и слова Елены Суржиковой)[81][82]
- «Глаза моей любимой» (музыка Лоры Квинт, слова Николая Денисова)[83]
- «Горизонт» (музыка и слова Владимира Высоцкого)
- «Горное эхо» (музыка и слова Владимира Высоцкого)[84]
- «Город, которого нет» (музыка Игоря Корнелюка, слова Регины Лисиц), из телесериала «Бандитский Петербург»
- «Давно» (музыка Николая Парфенюка, слова Ксении Энтелис)
- «Дай ответ» (музыка Николая Парфенюка, слова Леонида Лютвинского)
- «Доля» (музыка и слова Николая Парфенюка)
- «Душа и ветер» (музыка Николая Парфенюка, слова Александра Висты)
- «Забываю» (музыка Николая Парфенюка, слова Ксении Энтелис)
- «Кони привередливые» (музыка и слова Владимира Высоцкого)
- «Кукловод» (музыка Лоры Квинт, слова Николая Денисова), из спектакля «Я — Эдмон Дантес»
- «Купола» (музыка и слова Владимира Высоцкого)
- «Лунная дорога» (музыка Николая Парфенюка, слова Ксении Энтелис)
- «Любовь» (музыка Николая Парфенюка, слова Ксении Энтелис)
- «Может это жизнь» (музыка Николая Парфенюка, слова Леонида Лютвинского)
- «Не зови» (музыка Николая Парфенюка, слова Ксении Энтелис)
- «Над рекой» (музыка Андрея Вертузаева, слова Андрея Вертузаева, Дмитрия Певцова)
- «Не пробуждай!» (музыка Александра Журбина, слова Дениса Давыдова), из фильма «Эскадрон гусар летучих»
- «Песня о Золотом Купидоне» (музыка Александра Зацепина, слова Леонида Дербенёва)
- «Помнишь» (музыка Николая Парфенюка, слова Леонида Лютвинского)
- «Посмотри на часы» (музыка Николая Парфенюка, слова Андрея Статуева)
- «По снегу» (музыка и слова Александра Розенбаума)
- «Птица» (музыка и слова Гарика Сукачёва)
- «Розы» (музыка и слова Дианы Арбениной)
- «Романс морских офицеров» (музыка Алексея Рыбникова, слова Андрея Вознесенского), из рок-оперы «Юнона и Авось»
- «Рядом с тобой» (музыка Николая Парфенюка, слова Ксении Энтелис)
- «Снег» (музыка Николая Парфенюка, слова Леонида Лютвинского)
- «Спящий город» (музыка Николая Парфенюка, слова Леонида Лютвинского)
- «Чай с поцелуями» (музыка Лоры Квинт, слова Любови Воропаевой)[23][80][85]

## Автоспорт
- Участие в нескольких гонках класса «Кубок Volkswagen Polo» (VW POLO). 11 место в личном зачёте, 7 место в командном зачёте. Лучший результат: 3 место.
- 2002 г. Кубок России VW POLO команда «Спорт-Гараж».
- 2003 г. Кубок России VW POLO команда «Спорт-Гараж».
- Участие в чемпионате России RTCC по автомобильным кольцевым гонкам в составе гоночной команды «РУС-ЛАН» в классе «Туринг-Лайт». 15 место в личном зачёте, 9 место в командном зачёте; Лучший результат: 7 место.[значимость факта?]
- Участие в чемпионате России RTCC по автомобильным кольцевым гонкам в составе гоночной команды «РУС-ЛАН» в классе «Туринг-Лайт». 7 место в личном зачёте, 7 место в командном зачёте. Лучший результат: 6 место.[значимость факта?]
- 5 место в квалификационном заезде перед 1 этапом чемпионата RTCC 2005.[значимость факта?]
- 6 место на 3 этапе чемпионата RTCC 2005.[значимость факта?]
- 2006 г. Чемпионат России RTCC — 27 место по итогам сезона.[значимость факта?]
- 2007 г. Чемпионат России RTCC — 14 место по итогам сезона.[значимость факта?]

## Отзывы
Певцов — один из редчайших сегодня универсальных актёров: умеет всё — от героических ролей до характерных, держит себя в форме, поёт, на гитаре играет, быстро учит роли… Мне кажется, лучше всех его понял Панфилов, дав ему роль Якова Сомова в «Запрещённых людях» — не зря он и «Феликса» за неё получил. У меня есть предчувствие, что он всех нас ещё удивит. Одного только не одобряю — зачем ему эти автогонки? Почему он столько ездит на мотоцикле? Актёры, тем более классные, должны себя беречь!Марк Захаров

## Доход и имущество
За 2021 год официальный доход — 10 325 074 руб.